# マーガレット・エリザベス・アームストロング
マーガレット・エリザベス・アームストロング（Margaret Elizabeth Armstrong 1877年4月16日 - 1960年1月18日）は、カナダ出身の宣教師、日本の教育者。日本に帰化した後の名は亜武巣マーガレット。人生の多くを富山県富山市で過ごし、幼稚園の経営・運営を通じて地域の就学前教育に貢献した。

## 経歴
1877年、カナダオンタリオ州サーニア(オンタリオ州)に生まれる。1903年にカナダ・メソジスト教会夫人宣教師として来日、東洋英和女学校で教鞭をとる。その後、金沢市を経て富山市に赴任。1911年、富山市初のキリスト系かつ私立幼稚園（現アームストロング青葉幼稚園）を開設し、地域の幼児教育に尽力する。1941年、戦時色が強まり行政機関より外国人園長の存在に難色を示されるようになったこと、また、第二次世界大戦が開戦したことから日本に帰化することを決断。亜武巣マーガレットという日本名を持つこととなる。さらに1943年には、園長から園主へと肩書を変え幼稚園運営を続けたが、1945年8月1日の富山大空襲により幼稚園は焼失した。
戦後、1945年10月に富山県にGHQが進駐すると通訳として活動。富山県側の様々な意向をGHQに伝え、神通中学校（現富山県立富山中部高等学校）廃止の撤回に寄与するなどの貢献を果たしたことから広く敬意が払われる存在となった。1947年5月16日には、富山県知事らが発起人となり古稀を祝う集いが富山県庁食堂で開催されたほか、県知事、市長が発起人となり空襲で焼失した幼稚園再開のための寄付が行われるなど行政サイドからの協力が行われるようになった。同年10月30日、富山市に昭和天皇の戦後巡幸。他の教育関係者とともに県知事から紹介され、昭和天皇から激励される機会を得た。

## 亜武巣山荘
1919年頃、マーガレットは長野県軽井沢町に別荘として亜武巣山荘を建設。設計は、日本各地に名建築を残したウィリアム・メレル・ヴォーリズによるもので、三階建ての極めて質素な山荘となっている。マーガレット没後、所有権は幼稚園に移り、数十年使われずに放置されてきたが、2010年代に入り軽井沢ナショナルトラストの手により復旧・補修工事が行われ、国の登録有形文化財に登録されている。

## 著書
- 『小鳥のささやき』教文館、1926年
- 『ディヴィッド・モージャ先生』富山県教育会、1951年